# Fernando Poo (navegante)
Fernando Poo (en portugués: Fernão do Pó o Fernão Pó y en español también escrito Fernando Póo o Fernando Pó) fue un navegante y explorador portugués del siglo XV. Fue el primer europeo en explorar y describir las islas del golfo de Guinea, en particular la isla de Bioko (Guinea Ecuatorial), que fue llamada Fernando Poo en su honor hasta mediados del siglo XX.
Exploró igualmente el estuario del río Wouri, en el actual Camerún, nombrándolo como «rio dos Camarões» (río de los camarones), de donde proviene el nombre de Camerún.

## Biografía
Fue uno de los navegantes que trabajaban para Fernão Gomes (junto a João de Santarém, Pedro Escobar, Lopo Gonçalves y Pedro da Cintra), un comerciante de Lisboa al que el rey Alfonso V de Portugal le había concedido en 1469 el monopolio sobre el comercio de parte del golfo de Guinea. Fue el primer explorador europeo que descubrió la costa suroeste de África. Antes de él, los europeos creían que África era una gran isla. Poo descubrió el codo occidental del continente y la larga costa suroeste. 
Fernando Poo descubrió las islas del golfo de Guinea en torno a 1472, una de las cuales, hoy llamada Bioko (en Guinea Ecuatorial), hasta mediados del siglo XX llevó el nombre de Fernando Poo. También recibieron su nombre sendos pueblos de Camerún y Sierra Leona 